# Abdelkader Ould Makhloufi
Abdelkader Ould Makhloufi est un boxeur algérien né le 26 mai 1944 à Boufarik et mort le 7 janvier 2025 à Toulouse. 

## Biographie
Abdelkader entame à 16 ans au Boxing club de Mitidja sa carrière de boxeur. Il a notamment été champion d'Afrique professionnel ABU des poids légers le 15 décembre 1973 à Alger en dominant le Ghanéen Joe Teteh puis a conservé son titre en 1977. Entre temps, il a affronté en 1975 Kuniaki Shibata pour le titre de champion du monde WBC des poids super-plumes (défaite aux points en quinze rounds). Ould Makhloufi a par la suite été entraîneur de l'équipe nationale de boxe entre 1979 et 1983, avec à la clé plusieurs titres et médailles décrochés lors de différentes compétitions arabes et africaines.

## Palmarès
- 58 combats dont 47 victoires, 2 matchs nuls et 9 défaites.
- Champion d’Afrique professionnel entre 1973 et 1977.
- En 1975, il s'incline lors d'un championnat du monde WBC des poids super-plumes face à Kuniaki Shibata.